# آتشفشان پاکو
آتشفشان پاکو (به لاتین: Paco) یک کوه در فیلیپین است که در Caraga واقع شده‌است. آتشفشان پاکو ۵۲۴ متر بالاتر از سطح دریا واقع شده‌است.